# Relazioni internazionali di San Marino
La Repubblica di San Marino è un attore attivo nella politica internazionale ed è rappresentata diplomaticamente in una settantina di paesi. Mantiene una vasta rete diplomatica in relazione alle sue dimensioni ridotte, nonché una politica estera attiva e presenza internazionale.

## Organizzazioni internazionali
Tra le altre organizzazioni internazionali, San Marino è membro a pieno titolo delle seguenti organizzazioni internazionali: 
- Nazioni unite
- Corte internazionale di giustizia
- Organizzazione delle Nazioni Unite per l'educazione, la scienza e la cultura (UNESCO)
- Fondo Monetario Internazionale (FMI)
- Organizzazione mondiale della sanità (OMS)
- Organizzazione mondiale del turismo (OMT)
- Consiglio d'Europa
- Comitato internazionale della Croce Rossa
- Corte penale internazionale (CPI)
- Istituto internazionale per l'unificazione del diritto privato (UNIDROIT)

Collabora inoltre con l'UNICEF e l'Alto commissariato delle Nazioni Unite per i rifugiati e intrattiene relazioni ufficiali con l'Unione europea.
Dal 10 maggio al 6 novembre 1990, San Marino ha ricoperto la presidenza semestrale del Comitato dei Ministri del Consiglio d'Europa. La seconda presidenza sammarinese del Comitato dei Ministri del Consiglio d'Europa è stata dal novembre 2006 al maggio 2007.

## Relazioni diplomatiche
Gli stati che mantengono ambasciate residenti o consolati onorari a San Marino, sono: Austria, Bulgaria, Francia, Giappone, Messico, Monaco, Romania, Italia, Sovrano Militare Ordine di Malta, Croazia e Santa Sede. Mentre altri stati mantengono ambasciate e consolati non residenti, situati comunemente a Roma. San Marino mantiene inoltre consolati onorari in alcuni paesi, come in Armenia.

## Visite e osservazioni del segretario generale delle Nazioni Unite
Dal 31 marzo al 1º aprile 2013, il segretario generale delle Nazioni Unite Ban Ki-moon fu l'oratore ufficiale in occasione dei neoeletti capitani reggenti. "Sebbene questo paese sia piccolo, la sua importanza per le Nazioni Unite è alta quanto il Monte Titano", ha detto il Segretario Generale ai massimi funzionari del paese, i due Capitani Reggenti, in riferimento al sito Patrimonio dell'Umanità dell'UNESCO di 739 metri. Ban osservò anche che il Paese ha accolto cinque volte più rifugiati della sua popolazione durante la seconda guerra mondiale e ha elogiato la sua enfasi sulla protezione dei diritti umani. Questa è stata la seconda visita a San Marino da parte di un segretario generale delle Nazioni Unite, la prima è stata la visita di Boutros Boutros-Ghali nel 1996.

## Lista di stati con cui mantiene rapporti diplomatici
- Albania
- Algeria
- Andorra
- Argentina
- Australia
- Austria
- Palestina
- Azerbaigian
- Bahamas
- Belgio
- Belize
- Bielorussia
- Bosnia ed Erzegovina
- Brasile
- Brunei
- Bulgaria
- Canada
- Rep. Ceca
- Rep. Centrafricana
- Cina
- Cipro
- Colombia
- RD del Congo
- Corea del Nord
- Corea del Sud
- Costa d'Avorio
- Costa Rica
- Croazia
- Cuba
- Danimarca
- Egitto
- El Salvador
- Eritrea
- Estonia
- Filippine
- Finlandia
- Francia
- Georgia
- Germania
- Ghana
- Giappone
- Giordania
- Grecia
- Guatemala
- Haiti
- Honduras
- India
- Iran
- Irlanda
- Islanda
- Israele
- Italia
- Lettonia
- Libano
- Libia
- Liechtenstein
- Lituania
- Lussemburgo
- Malta
- Messico
- Monaco
- Montenegro
- Nepal
- Nicaragua
- Norvegia
- Ordine di Malta
- Paesi Bassi
- Panama
- Paraguay
- Perù
- Polonia
- Portogallo
- Qatar
- Regno Unito
- Rep. Dominicana
- Romania
- Russia
- Senegal
- Serbia
- Seychelles
- Singapore
- Slovacchia
- Slovenia
- Spagna
- Sri Lanka
- Stati Uniti
- Sudafrica
- Svezia
- Svizzera
- Thailandia
- Timor Est
- Turchia
- Ucraina
- Ungheria
- Uruguay
- Città del Vaticano
- Venezuela
- Yemen